# إيان بياتي
إيان بياتي (بالإنجليزية: Ian Beattie) هو ممثل بريطاني، ولد في 3 مارس 1965 في المملكة المتحدة.

## أعمال

### أفلام
- (2004) الإسكندر
- (2017) بابيلون

## وصلات خارجية
- إيان بياتي على موقع IMDb (الإنجليزية)
- إيان بياتي على موقع ألو سيني (الفرنسية)
- إيان بياتي على موقع أول موفي (الإنجليزية)
- إيان بياتي على موقع قاعدة بيانات الأفلام السويدية (السويدية)
- إيان بياتي على موقع قاعدة بيانات الفيلم (الإنجليزية)
- إيان بياتي على موقع كينوبويسك (الروسية)